# Ferula malacophylla
Ferula malacophylla là một loài thực vật có hoa trong họ Hoa tán. Loài này được Pimenov & J.V.Baranova mô tả khoa học đầu tiên năm 1977.